# Gundagai Shire Council
Gundagai Shire Council is een Local Government Area (LGA) in de Australische deelstaat New South Wales. Gundagai Shire Council telt 3.712 inwoners. De hoofdplaats is Gundagai .